# Новодубровский (Каменский район)
Новодубровский — посёлок в Каменском районе Алтайского края, Россия. Входит в состав сельского поселения Пригородного сельсовета.

## География
Посёлок находится на равнинной местности, которая изрезана сетью балок и лощин. Территория лесостепная, растут, в основном, берёза и осина, встречается сосна, рябина. Из кустов — смородина, жёлтая акация.
Климат
В посёлке преобладают характерные климатические условия для Каменского района: зима морозная, средняя температура −20°С, лето достаточно тёплое — +18°-19°С. Годовое количество осадков 360 мм.

## Население
| 1997 | 1998 | 1999 | 2000 | 2001 | 2002 |
| ---- | ---- | ---- | ---- | ---- | ---- |
| 29   | ↘26  | ↘25  | ↘24  | ↘22  | ↗23  |
| 2003 | 2004 | 2005 | 2006 | 2007 | 2008 |
| ↗26  | ↘17  | ↘14  | ↘10  | ↘9   | ↘6   |
| 2009 | 2010 | 2011 | 2012 | 2013 |      |
| ↗7   | ↘3   | →3   | →3   | ↗5   |      |

Национальный состав
Согласно результатам переписи 2002 года, в национальной структуре населения русские составляли 100 % от 27 чел.

## Инфраструктура
Социальные услуги жители получают в ближайших населённых пунктах.

## Транспорт
Выезд на автомагистраль Камень-на-Оби — Барнаул. В соседнем посёлке Новая Дубрава расположена железнодорожная станция с одноимённым названием.